# Меги Стефенс
Маргарет Ен Стефенс (енгл. Margaret Ann Steffens; Сан Рамон, 4. јун 1993) америчка је ватерполисткиња. Са репрезентацијом САД је освајала Олимпијске игре три пута, а на два турнира је била изабрана за најкориснију играчицу турнира. На Летњим олимпијским играма 2020. Стефенс је поставила олимпијски рекорд постигавши највише голова као појединац у женском ватерполу на Олимпијским играма.